# Pseudomysis abyssi
Pseudomysis abyssi is een aasgarnalensoort uit de familie van de Mysidae. De wetenschappelijke naam van de soort werd in 1879 voor het eerst geldig gepubliceerd door Georg Ossian Sars.